# Moranila brunneiventris
Moranila brunneiventris är en stekelart som först beskrevs av Girault 1915.  Moranila brunneiventris ingår i släktet Moranila och familjen puppglanssteklar. Inga underarter finns listade i Catalogue of Life.